# 2013년 11월 30일 베르쿠트의 유로마이단 공격
유로마이단 시위가 진행되는 도중, 시위대 전력 분산 및 진압을 목적으로 2013년 11월 30일 베르쿠트가 유로마이단을 공격(우크라이나어: Силовий розгін Євромайдану в Києві)했다. 베르쿠트의 진압 행위는 우크라이나 사법부에서 불법으로 규정되었다.
유로마이단 시위는 2013년 11월 21일 우크라이나-유럽 연합 협력 협정 체결을 위한 준비 과정을 취소하겠다는 우크라이나 정부의 결정에 대한 항의로 시작되었다. 시위대들은 독립광장(마이단 광장)에 모여서 시위를 시작했다. 11월 30일 밤, 광장에는 약 400명의 시위대 및 학생들이 있었으며 이 때 베르쿠트가 시위를 진압하기 시작했다. 진압작전 결과 최소 79명 이상이 부상을 입었다. 이 진압은 인권 단체를 비롯한 여러 시민 단체에서 주목받고 비난했다.
11월 30일 진압 사건은 2013년 우크라이나 시위의 전환점으로 친유럽 시위에서 반정부 시위라는 목적으로 초점을 옮겼을 뿐 아니라, 다음 날인 12월 1일 대규모 봉기가 일어나게 되었다.

## 같이 보기
- 2013년 12월 1일 유로마이단 봉기
- 러시아-우크라이나 수출 봉쇄
- 화강암 혁명
- 쿠치마 없는 우크라이나
- 오렌지 혁명